# Tell es-Sultan
Tell es-Sultan (Arabisch: تل السلطان, "heuvel van de sultan"), ook bekend als Tel Jericho (Hebreeuws: תל יריחו) of Oud-Jericho, is de site van het oude en Bijbelse Jericho en tegenwoordig een door de UNESCO genomineerde archeologische vindplaats in de Westelijke Jordaanoever, twee kilometer ten noorden van het centrum van het moderne Jericho. De tell werd bewoond vanaf het 10e millennium v.Chr. en wordt wel de oudste stad ter wereld genoemd. 
De neolithische nederzetting bestond gelijktijdig met Çatalhöyük en bevond zich op een soortgelijk technologisch niveau. De bewoning wordt ingedeeld in diverse fases.

## Epipaleolithicum
Ca. 10.000 v.Chr. was het een rustplaats in de oase, lang voor het een stad werd. Er was een klein heiligdom, een verhoging in klei binnen een stenen muur. Op de vaste rots zijn aangestampte aarden vloeren en ronde muren aangetroffen. De oudste ommuurde vestiging dateert uit dezelfde tijd. De bouwactiviteiten voor de nederzetting begonnen waarschijnlijk al voor de uitvinding van de landbouw, met stenen gebouwen behorend tot de Natufische cultuur uit het laat-epipaleolithicum van voor 9000 v.Chr.

## Prekeramisch neolithicum
Tijdens het Prekeramisch Neolithicum A (ca. 9500 - 8300 v.Chr.) was het een nederzetting van vier hectare, omringd door een stenen muur, met een stenen toren in het midden van een van de muren. Deze toren van Jericho was waarschijnlijk de oudste stenen toren ter wereld. De stad bestond op dat moment uit ronde huizen van leemstenen. In een onderzoeksgeul werd een stenen muur gevonden die ofwel een stadsmuur was, ofwel, volgens Ofer Bar-Yosef een bescherming tegen overstromingen. Diverse gecultiveerde graansoorten werden gebruikt en er was veeteelt en jacht op wilde dieren.
In het Prekeramisch Neolithicum B (ca. 8500 - 6200 v.Chr.) was er vanaf 7700 v.Chr. een pauze in de bebouwing die meerdere eeuwen duurde. Daarna kwamen er nieuwe mensen. Er werden nu grote, rechthoekige gebouwen uit leemstenen gebouwd en er werd een nieuwe muur gebouwd. Er is een uitgebreide verzameling van gecultiveerde planten gevonden. Mogelijk werden er schapen gefokt.
Mensen werden begraven onder de vloeren van hun huizen. Meestal werden de lichamen eerst ontvleesd en daarna in foetushouding begraven. Soms werden skeletten opnieuw opgegraven om de schedel eraf te halen en apart te bewerken. Deze schedels worden dan zonder onderkaak met een laag leem, gips of klei bewerkt om gezichtsuitdrukkingen opnieuw aan te geven. Schelpen werden dikwijls als ogen ingelegd en als oogschaduw gebruikte men bitumen. Het haar werd rood of zwart geverfd en soms beschilderde men de gezichten. Deze versierde schedels zijn wellicht een vroeg voorbeeld van voorouderverering en werden in het huis zelf bewaard. De selectiecriteria voor het opzetten van deze schedels is onbekend.

## Keramisch neolithicum en kopertijd
Tijdens het Keramisch Neolithicum (ca. 6500 - 5500 v.Chr.) en Kopertijd (ca. 5500 - 3300 v.Chr.) was Jericho een doorlopend bewoonde stad die met een muur was omgeven. Er bestaat onzekerheid over hoe Jericho er toentertijd uitzag. Volgens sommige archeologen zou uit onderzoek blijken dat Jericho rond deze tijd een arme en onbelangrijke nederzetting zonder verdedigingsmuren zou zijn geweest. Andere archeologen spreken dit echter tegen.

## Bronstijd
Pas uit de bronstijd (ca. 3300 - 800 v.Chr.) zouden er aanwijzingen zijn, dat de muur voor militaire doeleinden heeft gediend. Tussen 3000 en 2300 v.Chr. zijn de muren van Jericho 17 maal gevallen en herbouwd. De laatste vernietiging in 2300 v.Chr. (1000 jaar eerder dan Jozua) was het gevolg van een ramp. Vanaf die tijd tot 1900 v.Chr. zijn er sporen van bewoning door nomaden. Rond 1900 v.Chr. werd een nieuwe stad Jericho gebouwd en deze beleefde een periode van grote welvaart. Rond 1600 v.Chr. blijkt een sterke Egyptische invloed uit houtbewerking en meubels die zijn teruggevonden in rotsgraven, samen met albasten kruiken in lokale steen gekopieerd, faience potten en figurines, amuletten, scarabeeën, gouden juwelen en halfedelstenen. Tussen 1580 - 1400 v.Chr. werd hetgeen wat van de stad nog was overgebleven door geweld geteisterd. In 1550v. Chr.  werd de stad opnieuw verwoest door vuur en verlaten. Ruïnes van de wallen uit die tijd zijn door Kathleen Kenyon, met haar archeologisch verbeterde stratigrafiemethoden ontdekt. Tot 1400 v.Chr. moet Jericho volgens archeologische schattingen van Bryan G. Wood een populatie tussen de 50.000 en 100.000 mensen hebben geteld, toen het gewelddadig verwoest en verbrand werd, mogelijk door een aardbeving, aldus Garstang. Na de verlating is het opnieuw bewoond, maar op veel kleinere schaal, gedurende ongeveer een eeuw. Er zijn toen geen nieuwe muren gebouwd, maar de oude muren werden opgelapt. Mogelijk zijn de bovenlagen van de tell door erosie aangetast, maar elk spoor van 13e-eeuwse vestiging daar is archeologisch onvindbaar.